# Ekkehard König
Ekkehard König (* 15. Januar 1941 in Jäschkittel, Landkreis Strehlen, Provinz Niederschlesien) ist ein deutscher Philologe und emeritierter Professor an der Freien Universität Berlin.

## Leben und Wirken
König studierte Anglistik an der Christian-Albrechts-Universität Kiel, an der Newcastle University und an der University of Edinburgh.
Er war an den Universitäten in Stuttgart, Reading, Kiel, Hannover, Berlin, Stanford und Los Angeles tätig. Von 1973 bis zu seiner Emeritierung 2009 hatte er eine Professur an der Freien Universität Berlin inne.
Zu seinen wichtigsten Forschungsgebieten gehören die Sprachtypologie, die Semantik, die kontrastive Sprachwissenschaft und Analyse der germanischen Sprachen. Bedeutung erlangte König für seine Erforschung der Reflexivpronomina und Intensifikatoren.
Er ist korrespondierendes Mitglied der Académie des Inscriptions et Belles-Lettres. 2002 erhielt er den Max-Planck-Forschungspreis für internationale Kooperation. Im Wintersemester 2010/11 befand sich König am Freiburg Institute for Advanced Studies (FRIAS) der Freiburger Universität und arbeitete zusammen mit Manfred Pfister an einer neuen Einführung in die linguistische Analyse literarischer Texte, die auf einem weiten Spektrum englischer Texte von der Renaissance bis zur Gegenwart basiert.
2015 wurde er in die Academia Europaea gewählt.